# 東洋大学ボクシング部
東洋大学ボクシング部（とうようだいがくぼくしんぐぶ、Toyo University Boxing Club）は、関東大学ボクシングリーグに所属する大学ボクシングチーム。1961年創部。ロンドンオリンピック (2012年)日本代表選手を2名輩出、2021年世界選手権大会に日本代表選手を5名(OB含む)輩出している。また、OBには十数名のA級ライセンス現役プロボクサーがいる。

## 幹部
- 名誉総監督・・・金城眞吉[1]
- 監督・・・三浦数馬（日本ボクシング連盟強化委員）
- コーチ・・・田中智博　友成丈　中村幸太朗
- チームドクター、後援会長・・・朝本俊司
- 主将・・・古藤昇大

## 本拠地
- 東洋大学総合スポーツセンター（〒174-0053 東京都板橋区清水町92-1）

## 記録
- 全日本大学ボクシング王座決定戦優勝 3回（2019年度、2022年度、2023年度）
- 関東大学ボクシング1部リーグ優勝 3回（2019年度、2022年度、2023年度）
- 関東大学ボクシング1部リーグ準優勝 ４回（2007年度、2008年度、2017年度、2024年度）
- 関東大学ボクシング2部リーグ優勝 2回（2001年度、2012年度）

## 全国大会・国際大会優勝者
- 須佐勝明（2006年・2010年アジア大会銅メダリスト、2010年カザフスタン大統領杯金メダリスト、2011年インドネシア大統領杯金メダリスト、ロンドンオリンピック日本代表ボクシング競技主将[2]
- 村田諒太（ロンドンオリンピック金メダリスト[3]、2011年世界選手権銀メダリスト、東洋大学職員(ボクシング部コーチ)→帝拳ジム）
- 堤駿斗（2016年AIBA世界ユース選手権フライ級優勝、第87回全日本ボクシング選手権大会バンタム級優勝、第89回全日本ボクシング選手権大会バンタム級優勝）
- 堤麗斗（2021年AIBA世界ユース選手権ライト級優勝、2024年全日本ボクシング選手権大会ライト級優勝）
- 小森宣博（2011年全日本社会人選手権ライトフライ級優勝、石屋製菓）
- 中坊拓也（2006年のじぎく兵庫国体成年ライト級優勝、2008年チャレンジ!おおいた国体成年ライト級優勝）
- 小原佳太（2006年のじぎく兵庫国体成年ウェルター級優勝、2008年チャレンジ!おおいた国体成年ウェルター級優勝）
- 須藤昂仁（2007年秋田わか杉国体成年ミドル級優勝）
- 原田直樹（2015年紀の国わかやま国体成年ウェルター級優勝）
- 金城大明（2016年希望郷いわて国体成年ウェルター級優勝、2017年愛顔つなぐえひめ国体成年ウェルター級優勝、第86回全日本ボクシング選手権大会ウェルター級優勝）
- 秋山佑汰（2017年愛顔つなぐえひめ国体成年ライトウェルター級優勝、2021全日本ボクシング選手権大会ウェルター級優勝、2022全日本ボクシング選手権大会ライトウェルター級優勝）
- 木村蓮太朗（第86回全日本ボクシング選手権大会バンタム級優勝、2017年愛顔つなぐえひめ国体成年ライト級優勝、2019年いきいき茨城ゆめ国体成年ライト級優勝）
- 馬場龍成（第87回全日本ボクシング選手権大会フライ級優勝、2019年いきいき茨城ゆめ国体成年フライ級優勝）
- 今永虎雅（2019年いきいき茨城ゆめ国体成年ライトウェルター級優勝）
- 川谷剛史（第89回全日本ボクシング選手権大会ライトフライ級優勝）
- 政所椋（2022年いちご一会とちぎ国体成年バンタム級優勝）
- 田中空（2022年いちご一会とちぎ国体成年ウェルター級優勝、2023全日本ボクシング選手権大会ウェルター級優勝）
- 古藤昇大（2022年全日本ボクシング選手権大会ミニマム級優勝、2024年全日本ボクシング選手権大会ライトフライ級優勝）
- 田中廉人（2022年･2024年全日本ボクシング選手権大会ライトミドル級優勝）
- 大園丈太郎（2023年燃ゆる感動かごしま国体成年ライト級優勝）
- 田中将吾（2023年全日本ボクシング選手権大会バンタム級優勝、2022年FISU世界大学選手権銅メダリスト）
- 中山慧大（2023年全日本ボクシング選手権大会フェザー級優勝）
- 須永大護（2023年全日本ボクシング選手権大会ミドル級優勝）
- 加藤光（2022年アジア大会銀メダリスト、2021年全日本ボクシング選手権大会女子ライトフライ級優勝、2023年･2024年全日本ボクシング選手権大会女子ミニマム級優勝）
- 岸本有彩（2022年全日本ボクシング選手権大会女子フライ級優勝）
- 原田美琴（2023年全日本ボクシング選手権大会女子バンタム級優勝）
- 西中結菜（2024年全日本ボクシング選手権大会女子フライ級優勝）

## 歴代 全日本ランキング入り選手（ＯＢ含）
２０２４年度
- ＬＦ級チャンピオン　古藤昇大
- Ｆ級５位　好浦郷介
- Ｂ級４位　谷川壽貴哉
- Ｆｅ級２位　大園丈太郎、Ｆｅ級３位　中山慧大、Ｆｅ級６位　黄木仙
- Ｌ級チャンピオン　堤麗斗
- ＬＷ級６位　秋本啓介、ＬＷ級９位　宮崎栞
- Ｗ級チャンピオン　秋山佑汰、Ｗ級２位　黒田丈二朗
- ＬＭ級チャンピオン　田中廉人
- ＬＨ級３位　黒部竜聖
- 女子Mｍ級チャンピオン　加藤光
- 女子ＬＦ級１位　𠮷田姫菜
- 女子Ｆ級チャンピオン　西中結菜、女子Ｆ級４位　岸本有彩

２０２３年度
- ＬＦ級１位　古藤昇大
- Ｆ級７位　好浦郷介
- Ｂ級チャンピオン　田中将吾、Ｂ級４位　比嘉政太
- Ｆｅ級チャンピオン　中山慧大、Ｆｅ級４位　山下隼人
- Ｌ級１位　大園丈太郎、Ｌ級７位　長瀬歩眞
- ＬＷ級２位　秋山佑汰、ＬＷ８位　黒田丈二朗
- Ｗ級チャンピオン　田中空
- ＬＭ級１位　堀池空希、ＬＭ級４位　田中廉人
- Ｍ級チャンピオン　須永大護、Ｍ級３位　黒部竜聖
- 女子Mｍ級チャンピオン　加藤光
- 女子ＬＦ級４位　𠮷田姫菜
- 女子Ｆ級２位　西中結菜、女子Ｆ級４位　岸本有彩
- 女子Ｂ級チャンピオン　原田美琴

２０２２年度
- ＬＦ級チャンピオン　古藤昇大、ＬＦ級９位　鈴木義人
- Ｆ級４位　田村拓実、Ｆ級７位　小山内諒
- Ｂ級１位　田中将吾、Ｂ級２位　政所椋
- Ｆｅ級４位　木村俊平、Ｆｅ級５位　金城隼平、Ｆｅ級６位　中山慧大
- Ｌ級１０位　梶原嵐
- ＬＷ級チャンピオン　秋山佑汰、ＬＷ１０位　黒田丈二朗
- Ｗ級１位　田中空
- ＬＭ級チャンピオン　田中廉人、ＬＭ級６位　堀池空希
- Ｍ級２位　須永大護、Ｍ級３位　黒部竜聖、Ｍ級５位　瀬井りゅう一
- ＬＨ級７位　荒関草詩
- 女子ＬＦ級３位　西中結菜
- 女子Ｆ級１位　岸本有彩、女子Ｆ級５位　加藤光
- 女子Ｂ級３位　原田美琴

２０２１年度
- Ｆ級３位　田中将吾、Ｆ級８位　田村拓実
- Ｂ級１位　堤麗斗、Ｂ級５位　金城隼平、Ｂ級７位　梶原嵐
- Ｌ級１位　堤駿斗、Ｌ級２位　大畑俊平
- ＬＷ級２位　今永虎雅、ＬＷ級４位　由良謙神、ＬＷ７位黒田丈二朗
- Ｗ級チャンピオン　秋山佑汰、Ｗ級５位　田中空、Ｗ級９位　原田直樹
- Ｍ級２位　田中廉人、Ｍ級４位　須永大護
- 女子ＬＦ級チャンピオン　加藤光

２０２０年度
- 新型コロナにより試合中止

２０１９年度
- ＬＦ級チャンピオン　川谷剛史
- Ｆ級３位　馬場龍成
- Ｆｅ級チャンピオン　堤駿斗
- Ｌ級３位　木村蓮太朗
- ＬＷ級１位　今永虎雅、ＬＷ級７位　渡来美響
- Ｗ級２位　秋山佑汰、Ｗ級３位　金城大明、Ｗ級５位　原田直樹
- Ｍ級４位　田中廉人

２０１８年度
- Ｆ級８位　馬場龍成
- Ｌ級２位　木村蓮太朗、Ｌ級３位　今永虎雅
- ＬＷ級１位　秋山佑汰
- Ｗ級２位　原田直樹
- Ｍ級９位　田中廉人

２０１７年度
- ＬＦ級５位　田村拓実
- Ｆ級チャンピオン　馬場龍成、Ｆ級１０位　福井勝也
- Ｂ級９位　川田憲昇、Ｂ級１０位　渡来美響
- Ｌ級１位　木村蓮太朗
- ＬＷ級１位　秋山佑汰、ＬＷ級１０位　中川晃洋
- Ｗ級チャンピオン　金城大明、Ｗ級６位　原田直樹
- Ｍ級７位　原田健太

２０１６年度
- Ｆ級１位　馬場龍成、Ｆ級８位　野口大地、Ｆ級１０位　星和也
- Ｂ級チャンピオン　木村蓮太朗
- Ｌ級５位　秋山佑汰
- ＬＷ級７位　中川晃洋
- Ｗ級チャンピオン　金城大明、Ｗ級３位　原田直樹、Ｗ級５位　原田健太
- Ｍ級３位　高江洲正達
- ＬＨ級３位　宮内良

２０１５年度
- Ｆ級３位　馬場龍成、Ｆ級９位　星和也
- Ｌ級１位　秋山佑汰、Ｌ級８位　中川晃洋
- Ｗ級２位　金城大明、Ｗ級３位　原田直樹
- Ｍ級３位　高江洲正達
- ＬＨ級７位　宮内良

２０１４年度
- ＬＦ級５位　馬場龍成
- Ｆ級１０位　星和也
- Ｌ級９位　秋山佑汰
- ＬＷ級３位　高橋拓磨
- Ｗ級２位　金城大明
- Ｍ級３位　松野晋久
- ＬＨ級１位　中村幸太朗

２０１３年度
- Ｌ級９位　秋山佑汰
- ＬＷ級３位　高橋拓磨、ＬＷ級４位　金城大明、ＬＷ級８位　大宮孝彦
- Ｍ級５位　上川隆顕

２０１２年度
- Ｆ級８位　翁長俊行
- Ｌ級７位　田中一
- ＬＷ級２位　高橋拓磨、ＬＷ級８位　鶴巻大地郎
- Ｍ級１位　村田諒太、Ｍ級４位　上川隆顕

２０１１年度
- Ｆ級チャンピオン　須佐勝明
- Ｂ級９位　田中智博
- Ｌ級５位　田中一
- ＬＷ級５位　鶴巻大地郎
- Ｍ級チャンピオン　村田諒太

２０１０年度
- ＬＦ級１０位　片山聡一郎
- Ｆ級１位　須佐勝明、Ｆ級５位　松尾雄太
- Ｂ級７位　田中智博
- Ｌ級３位　大宮孝彦
- Ｗ級５位　須藤 昴仁、Ｗ級７位　鶴巻大地郎
- Ｍ級チャンピオン　村田諒太、Ｍ級７位　上川隆顕

２００９年度
- ＬＦ級３位　片山聡一郎、ＬＦ級１０位　石岡慎太郎
- Ｂ級チャンピオン　須佐勝明、Ｂ級３位　松尾雄太
- Ｌ級８位　久保隼
- Ｗ級６位　福本 祥馬、Ｗ級７位　鶴巻大地郎
- Ｍ級チャンピオン　村田諒太

２００８年度
- ＬＦ級５位　片山聡一郎、ＬＦ級７位　金子健
- Ｆ級９位　西准一
- Ｆｅ級５位　戸井健太
- Ｌ級２位　中坊拓也
- ＬＷ級４位　武田秀士
- Ｗ級１位　小原佳太
- Ｍ級３位　須藤昂仁

２００７年度
- ＬＦ級７位　片山総一郎、ＬＦ級１０位　金子健
- Ｆ級チャンピオン　須佐勝明、Ｆ級３位　西准一
- Ｆｅ級２位　小林大樹
- Ｌ級１位　中坊拓也
- ＬＷ級５位　吉田将太、ＬＷ級１０位　吉川光
- Ｗ級３位　小原佳太
- Ｍ級チャンピオン　村田諒太

２００６年度
- Ｆ級１位　西准一、Ｆ級１０位　菅尾泰斗
- Ｂ級１位　須佐勝明、Ｂ級５位　椎野大輝、Ｂ級１０位　長谷川雅
- Ｆｅ級６位　小林大樹、Ｆｅ級１０位　武田秀士
- Ｌ級１位　中坊拓也
- ＬＷ級２位　和田亮一
- Ｗ級３位　小原佳太
- Ｍ級１位　村田諒太

２００５年度
- ＬＦ級６位　平田太陽、ＬＦ級８位　西准一
- Ｂ級チャンピオン　須佐勝明、B級５位　上間大貴、B級９位　椎野大輝
- Ｆｅ級３位　小林大樹
- Ｌ級９位　中坊拓也
- Ｍ級１位　村田諒太

２００４年度
- ＬＦ級７位　小森宣博、ＬＦ級９位　平田太陽
- Ｆｅ級９位　小林大樹
- Ｌ級５位　和田亮一
- Ｗ級１０位　与座一宏
- Ｍ級チャンピオン　村田諒太、M級９位　山川史泰

２００３年度
- ＬＦ級９位　小森宣博
- Ｆ級５位　西田幸男

２００２年度
- ＬＦ級６位　小森宣博
- Ｆ級４位　伊藤隆広
- ＬＷ級５位　友成丈
- Ｍ級３位　千葉昭洋

２００１年度
- ＬＦ級７位　小森宣博
- Ｂ級８位　翁長吾央
- ＬＷ級１０位　友成丈

２０００年度
- Ｆ級２位　翁長吾央
- Ｆｅ級５位　中真光石
- ＬＭ級７位　古谷敦司

## 主なOB
- 石水勲（石屋製菓元代表取締役、「白い恋人」発案開発者）
- 岡村永策（東洋大学ボクシング部創設者、エスビー食品元取締役、エスビーカレーの王様元代表取締役）
- 東郷武（学校法人東洋大学元理事）
- 大竹榮（東北福祉大学元副学長、心のふるさと創生会議理事）
- 山平雄二郎（秋田県ボクシング連盟理事長）
- 北添修平（高知県ボクシング連盟理事長）
- 丸亀恭敬（NPO法人グロービー理事長、日本ボクシング連盟強化委員）
- 野中健司（東洋大学校友会 城東支部長）
- 中真光石（沖縄ワールドリングジム会長、元プロボクサー、スーパーフェザー級世界ランカー）
- 村田諒太（プロボクサー、WBA世界ミドル級チャンピオン、2011年世界選手権ミドル級銀メダリスト、ロンドンオリンピックミドル級金メダリスト、東洋大学職員→プロボクサー帝拳ジム）
- 久保隼（プロボクサー、元WBA世界スーパーバンタム級チャンピオン、第42代OPBF東洋太平洋スーパーバンタム級チャンピオン、真正ボクシングジム）
- 小原佳太（プロボクサー、第37代日本スーパーライト級チャンピオン、第36代OPBF東洋太平洋スーパーライト級チャンピオン、WBOアジア太平洋ウェルター級チャンピオン、三迫ボクシングジム）
- 椎野大輝（元プロボクサー、第43代OPBF東洋太平洋バンタム級チャンピオン、第23代WBCインターナショナルバンタム級チャンピオン、三迫ボクシングジム）
- 小浦翼（プロボクサー、第21代OPBF東洋太平洋ミニマム級チャンピオン、E&Jカシアスジム）
- 近藤明広（プロボクサー、WBOアジア太平洋スーパーライト級チャンピオン、第55代日本ライト級チャンピオン、日東ボクシングジム）
- 高橋竜平（プロボクサー、IBFパンパシフィックスーパーバンタム級チャンピオン、横浜光ボクシングジム）
- 村地翼（プロボクサー、WBOアジアパシフィック・スーパーフライ級チャンピオン）
- 堤駿斗（プロボクサー、第49代OPBF東洋太平洋フェザー級チャンピオン、志成ボクシングジム）
- 三浦数馬（元プロボクサー、第33代日本スーパーバンタム級チャンピオン、ドリームジム）
- 末吉大（プロボクサー、第47代日本スーパーフェザー級チャンピオン、帝拳ジム）
- 翁長吾央（元プロボクサー、フライ級世界ランカー、大橋ボクシングジム）
- 与那覇勇気（プロボクサー、OPBF東洋太平洋フライ級ランカー、真正ボクシングジム）
- 佐野友樹（元プロボクサー、ミニマム級日本ランカー、松田ボクシングジム）
- 戸井健太（プロボクサー、スーパーバンタム級日本ランカー、三迫ボクシングジム）
- 橋詰将義（プロボクサー、スーパーフェザー級日本ランカー、井岡ボクシングジム）
- 福本祥馬（プロボクサー、日本ミドル級ランカー、角海老宝石ボクシングジム）
- ユータ松尾（プロボクサー、フライ級日本ランカー、ワールドスポーツボクシングジム）
- 木村蓮太朗（プロボクサー、フェザー級日本ランカー、駿河男児ボクシングジム）
- 木村天汰郎（プロボクサー、駿河男児ボクシングジム）
- 福井勝也（プロボクサー、スーパーバンタム級日本ランカー、帝拳ジム）
- 金城隼平（プロボクサー、日本ユースバンタム級チャンピオン、REBOOTジム）
- 今永虎雅（プロボクサー、ライト級日本ランカー、大橋ボクシングジム）
- 政所椋（プロボクサー、スーパーフライ級日本ランカー、KWORLD3ボクシングジム）
- 渡来美響（プロボクサー、スーパーライト級日本ランカー、三迫ボクシングジム）
- 堀池空希（プロボクサー、OPBF東洋太平洋シルバースーパーライト級チャンピオン）
- 堤麗斗（プロボクサー）
- 田中空（プロボクサー、OPBF東洋太平洋ウェルター級チャンピオン）

## 主な進路
プロボクサー　ボクシングジムトレーナー　自衛隊体育学校　陸上自衛隊　警察官　消防士　地方公務員　高等学校教員　東洋大学職員　アークランドサービスHD　石屋製菓　伊藤忠マシンテクノス　Indeed Japan　エスビー食品　ＳＢＩジャパンネクスト証券　ＮＴＴデータアイ　オープンハウス　オリンピア　鹿島道路　京王不動産　京浜急行電鉄　佐藤工業　佐川急便　農業協同組合(JA)　セキスイハイム　綜合警備保障　ソニー生命　ソフトバンクモバイル　損保ジャパン　大和ハウス工業　豊田通商　日本綜合地所　日本たばこ産業(JT)　三菱ＵＦＪ信託銀行　明和地所　ヤマト運輸　ランドネット　りそな銀行　独立開業（順不同）

## OB会役員
- 会長　須佐勝明（日本ボクシング連盟 理事･ﾊｲﾊﾟﾌｫｰﾏﾝｽﾃﾞｨﾚｸﾀｰ）
- 副会長　岩瀬篤樹、小原佳太
- 幹事長　片山聡一郎
- 会計　木村聡秀
- 情宣　三浦数馬、木村聡秀
- 会計監査　斉木利也
- 強化スカウト　友成丈、中村幸太朗
- 相談役　岡村永策、宮本博文、岩村英明
- 支部長  (北海道東北地区) 和田亮一  (関東地区) 長沼亮三  (中部近畿地区) 宮本晋吾  (中国四国九州地区) 北添修平